# 도쿄 도이쓰무라

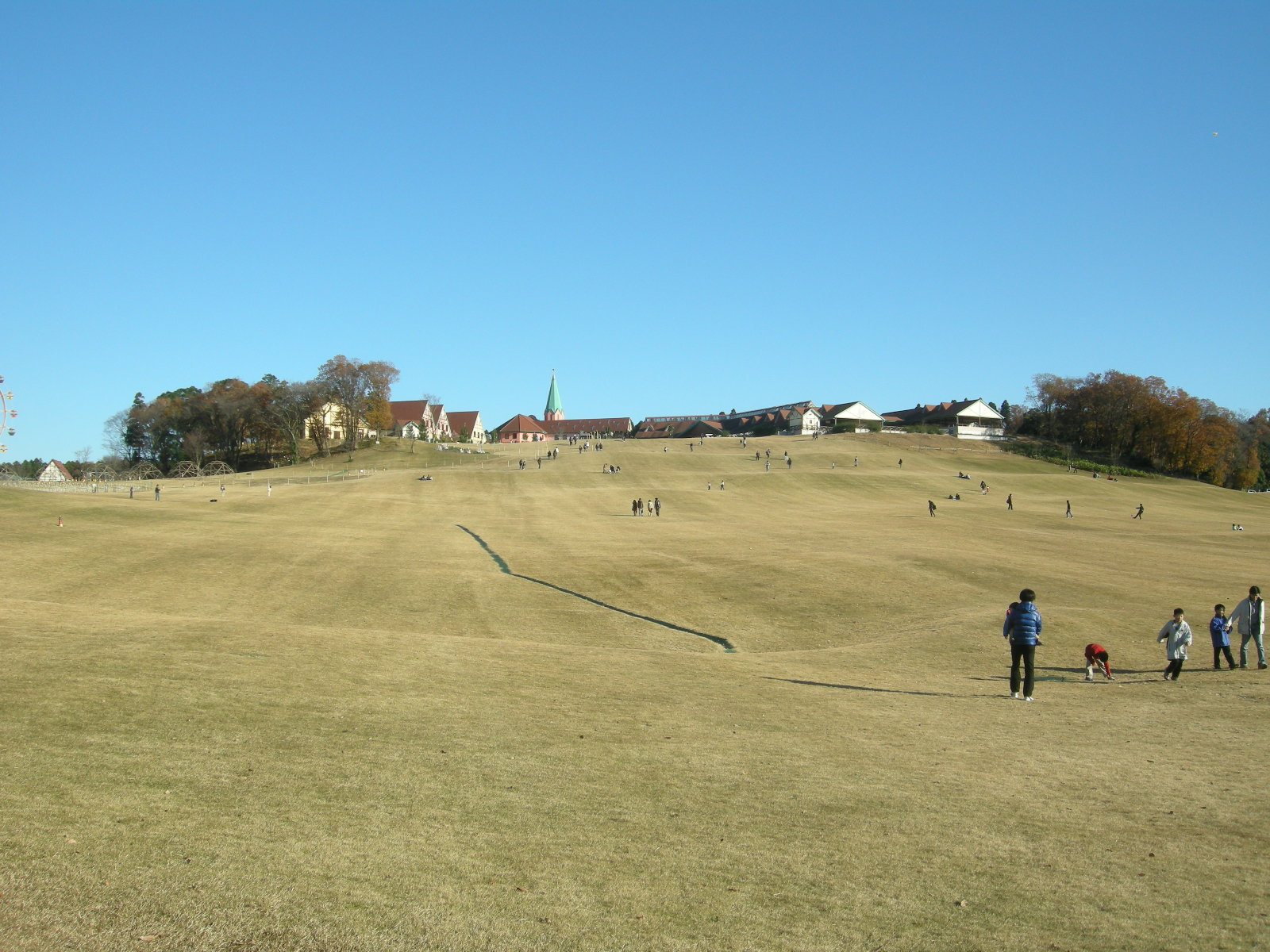

도쿄 도이쓰무라(일본어: 東京ドイツ村, 영어: Country Farm Tokyo German Village)는 지바현 소데가우라시의 테마파크이다. 2001년 3월 18일 오픈했다.

## 같이 보기
- 남해독일마을